# 彭應捷
彭應捷（1559年—？），字讓甫，號渾田，河南汝寧府光山縣人，軍籍，明朝政治人物。

## 生平
萬曆十年（1582年）壬午科河南鄉試四十五名舉人，萬曆十四年（1586年）丙戌科會試一百六十二名，登三甲第二百一名。工部观政，十五年三月任山東定陶縣知縣，十月調任歷城縣，十九年八月調襄陽縣，二十年擢刑部主事，二十二年六月与编修黄汝良典江西乡试。又赴江南審决，升刑部员外郎，二十五年升工部郎中，二十六年升汝宁知府，本年調任福州府知府。二十八年調大同知府，卒于官。

## 家族
曾祖彭祥，曾任中順大夫；祖父彭宗沂；父彭時亨，曾任儒官。母徐氏；庶母張氏。严侍下。兄彭應參（庚辰進士）、彭應元、彭應聘（生员）、彭應時。弟應宸、應宿、應賓。
子繩祖、绍祖、继祖、缵祖。